# ALMS St. Petersburg 2007
Automobilový závod s oficiálním názvem 2007 Acura Sports Car Challenge of St. Petersburg byl druhým závodem série American Le Mans Series v sezóně 2007. Konal se 31. března 2007 v americkém městě St. Petersburg na Floridě.

## Výsledky
| Pos | Kat. | Jezdec                                     | Vůz                     | Tým                       | Čas         |
| --- | ---- | ------------------------------------------ | ----------------------- | ------------------------- | ----------- |
| 1   | LMP1 | Rinaldo Capello Allan McNish               | Audi R10 (Diesel)       | Audi Sport North America  | 2:45:08.111 |
| 2   | LMP1 | Emanuele Pirro Marco Werner                | Audi R10 (Diesel)       | Audi Sport North America  | 114 kol     |
| 3   | LMP2 | Sascha Maassen Ryan Briscoe                | Porsche RS Spyder Evo   | Penske Racing             | 114 kol     |
| 4   | LMP2 | Romain Dumas Timo Bernhard                 | Porsche RS Spyder Evo   | Penske Racing             | 114 kol     |
| 5   | LMP2 | David Brabham Stefan Johansson             | Acura ARX-01a           | Highcroft Racing          | 114 kol     |
| 6   | LMP2 | Adrian Fernández Luis Diaz                 | Lola B06/43             | Lowe's Fernández Racing   | +1 kolo     |
| 7   | LMP1 | Jon Field Clint Field                      | Creation CA06/H         | Intersport Racing         | +2 kola     |
| 8   | GT1  | Oliver Gavin Olivier Beretta               | Chevrolet Corvette C6.R | Corvette Racing           | +3 kola     |
| 9   | GT2  | Mika Salo Jaime Melo                       | Ferrari F430GT          | Risi Competizione         | +5 kol      |
| 10  | GT2  | Johannes van Overbeek Jörg Bergmeister     | Porsche 997 GT3-RSR     | Flying Lizard Motorsports | +6 kol      |
| 11  | LMP2 | Butch Leitzinger Andy Wallace              | Porsche RS Spyder Evo   | Dyson Racing              | +6 kol      |
| 12  | GT2  | Bill Auberlen Joey Hand                    | Panoz Esperante GT-LM   | Panoz Team PTG            | +7 kol      |
| 13  | GT2  | Darren Law Lonnie Pechnik                  | Porsche 997 GT3-RSR     | Flying Lizard Motorsports | +7 kol      |
| 14  | GT2  | Robin Liddell Wolf Henzler                 | Porsche 997 GT3-RSR     | Tafel Racing              | +8 kol      |
| 15  | GT2  | Jim Tafel Dominik Farnbacher               | Porsche 997 GT3-RSR     | Tafel Racing              | +8 kol      |
| 16  | GT2  | Tim Pappas Terry Borcheller                | Porsche 997 GT3-RSR     | Team Trans Sport Racing   | +10 kol     |
| 17  | GT2  | Tom Milner Jr. Ralf Kelleners              | Porsche 997 GT3 RSR     | Rahal Letterman Racing    | Nedokončil  |
| 18  | LMP2 | Guy Smith Chris Dyson                      | Porsche RS Spyder Evo   | Dyson Racing              | Nedokončil  |
| 19  | GT2  | Bryan Sellers Ross Smith Scott Maxwell     | Panoz Esperante GT-LM   | Panoz Team PTG            | +17 kol     |
| 20  | GT2  | Tim Bergmeister Tomáš Enge                 | Ferrari F430GT          | White Lightning Racing    | Nedokončil  |
| 21  | LMP2 | Bryan Herta Marino Franchitti              | Acura ARX-01a           | Andretti Green Racing     | +30 kol     |
| 22  | LMP1 | Michael Lewis Chris McMurray Bryan Willman | MG-Lola EX257           | Autocon Motorsports       | Odstoupili  |
| 23  | GT1  | Johnny O'Connell Jan Magnussen             | Chevrolet Corvette C6.R | Corvette Racing           | Odstoupili  |
| 24  | LMP2 | Jamie Bach Ben Devlin                      | Lola B07/40             | B-K Motorsports           | Odstoupili  |
| *   | *    | Nestartovali                               | *                       | *                         | *           |
| *   | GT2  | Niclas Jönsson José María López            | Ferrari F430GT          | Risi Competizione         | *           |

## Vedení
- 1-4 kolo -  Rinaldo Capello / Allan McNish
- 5-18 kolo -  Bryan Herta / Marino Franchitti
- 19-32 kolo -  Rinaldo Capello / Allan McNish
- 33-35 kolo -  Bryan Herta / Marino Franchitti
- 36-60 kolo -  Rinaldo Capello / Allan McNish
- 61-81 kolo -  Emanuele Pirro / Marco Werner
- 82-114 kolo -  Rinaldo Capello / Allan McNish

## Přerušení závodu
- 31 – 34 kolo -  Jamie Bach / Ben Devlin závada na elektronice
- 38 – 44 kolo -  Bryan Herta / Marino Franchitti havárie
- 60 – 64 kolo -  Guy Smith / Chris Dyson
- 93 – 102 kolo -  Tim Bergmeister/ Tomáš Enge havárie
- 107 – 110 kolo – havárie dvou vozů

## Nejrychlejší jezdci
- GT1 Oliver Gavin
- GT2 Tomáš Enge
- LMP1 Allan McNish
- LMP2 Ryan Briscoe